# Conseil national économique, social et environnemental (Algérie)
Le Conseil national économique et social et environnemental algérien, dénommé Conseil national économique et social jusqu'en novembre 2020, est une institution consultative, cadre de dialogue, de concertation, de proposition, de prospective et d’analyse, dans tous les domaines de la vie des citoyens et de la nation.

## Historique
Le Conseil est créé le 6 novembre 1968 par l'ordonnance n° 68-610, modifiée le 14 octobre 1970 par l'ordonnance n° 70-69. Il est dissout par le Décret présidentiel n° 76-212 du 30 décembre 1976.
Il est créé à nouveau par le Décret présidentiel n° 93-225 du 5 octobre 1993, modifié par le Décret présidentiel n° 96-156 du 4 mai 1996, puis modifié par le Décret présidentiel n° 21-37 du 6 janvier 2021.
Lors de la nouvelle constitution de novembre 2020, s'ajoute la dimension environnementale ; il prend alors sa dénomination actuelle.

## Missions
Le Conseil a de multiples rôles et objectifs, :

### Participation de la société civile au développement durable
- ériger et d’animer des espaces de dialogue, de concertation et de coopération avec les autorités locales ;
- dynamiser et de contribuer à l'organisation et à la facilitation du dialogue social et civil, de sorte à concourir à l’apaisement du climat économique et social ;
- initier ou de contribuer à toute étude visant l’évaluation de l’efficience des politiques publiques dédiées au capital humain et de l’efficience des politiques sociales ;
- évaluer les stratégies dédiées aux secteurs agricole et des ressources en eau et la consolidation de la sécurité alimentaire.

### Dialogue avec les partenaires économiques et sociaux nationaux
- proposer et de recommander au Gouvernement toutes mesures et dispositions d’adaptation ou d’anticipation des politiques publiques ;
- promouvoir la participation des représentants de la société civile aux politiques de développement économique, social et environnemental ;
- favoriser la contribution de la communauté algérienne à l’étranger à l’effort de développement national.

### Évaluation des questions d'intérêt national dans les domaines économique, social et environnemental
- œuvrer à préserver et à défendre les intérêts économiques de l’État ;
- impliquer les représentants des organisations professionnelles dans les politiques d’appui au développement économique, social et environnemental, et celles visant la promotion du capital humain ;
- promouvoir la concertation et les échanges avec les institutions homologues et similaires visant la création d’espaces régionaux et internationaux.

### Propositions et recommandations au Gouvernement
- émettre des avis sur les projets en relation avec les attributions du Conseil, ainsi que sur les projets de lois de finances ;
- formuler des avis sur les stratégies nationales visant à promouvoir l’émergence d’une économie durable, diversifiée et fondée sur la connaissance, l’innovation technologique et la numérisation ;
- initier ou contribuer à toute étude visant l’évaluation de l’efficience des politiques publiques dédiées au développement de l’économie nationale ;
- procéder à la production périodique de rapports et avis relevant de ses domaines de compétence, et ayant trait, au développement humain, à la conjoncture économique, à la gouvernance, à la promotion des territoires, au développement durable, à la transition énergétique et aux impacts du changement climatique.

## Composition
Le président du Conseil est nommé dans ses fonctions par le président de la République, il est mis fin à ses fonctions dans les mêmes formes. La présidence du Conseil est restée vacante depuis le décès de Mohamed Seghir Babes le 7 mars 2017. Le 9 mars 2020, Rédha Tir est nommé président du Conseil, il est remplacé par Sidi Mohammed Bouchenak Khelladi le 13 janvier 2022. Mohamed Boukhari est nommé président le 14 avril 2025.
Le Conseil est constitué de 200 membres répartis comme suit, :
— soixante-quinze au titre des secteurs économique, social et environnemental ;
— soixante au titre de la société civile ;
— vingt au titre des personnalités qualifiées ;
— quarante-cinq au titre des administrations et institutions de l'État.
Les membres sont désignés pour un mandat de quatre ans renouvelable une seule fois.
La composante des groupes représentatifs doit comporter, au moins, un tiers (1/3) de femmes.

## Organisation
Les organes du Conseil sont :
— le président ;
— l’assemblée plénière ;
— le bureau ;
— les commissions permanentes.

### Le président du Conseil
Le président du Conseil a pour missions, notamment :
— d’arrêter l’ordre du jour des réunions de l’assemblée plénière et du bureau ;
— d’adresser au président de la République le rapport annuel d’activité du Conseil, ainsi que tous rapports, recommandations, avis et études résultant des travaux du Conseil ;
— de restituer aux autorités de saisine tous rapports, recommandations, avis et études résultant des travaux du Conseil ;
— d’adresser au Premier ministre tous rapports, recommandations, avis et études résultant des travaux du Conseil à la suite d'une autosaisine ;

### L’assemblée plénière
L’assemblée plénière est chargée :
— d’élire les membres des commissions permanentes ;
— d’examiner et d’adopter les rapports des commissions
permanentes.
L’adoption en assemblée plénière des différents documents du Conseil se fait par vote à la majorité des membres présents. En cas d’égalité des voix, celle du président du Conseil est prépondérante.
Le droit de vote est personnel et ne peut être délégué.
L’assemblée plénière du Conseil se réunit, en session ordinaire, quatre fois par an, sur convocation de son président.
L’assemblée plénière peut se réunir en sessions extraordinaires, sur convocation du président ou à la demande des deux tiers (2/3) de ses membres.

### Le bureau
Le bureau est présidé par le président du Conseil et est composé de dix membres.
Le bureau est chargé :
— de coordonner et de suivre les activités des différentes commissions ;
— d’élaborer le rapport annuel et le soumettre à l’assemblée générale ;
— de désigner une ou plusieurs commissions permanentes pour émettre des avis, élaborer des rapports ou faire des recommandations.

### Les commissions permanentes
Le Conseil institue, en son sein, cinq commissions permanentes :
— La commission des affaires économiques et finances ; 
— La commission des affaires sociales ; 
— La commission de l'environnement et du développement durable ; 
— La commission du développement local et de l'aménagement du territoire ; 
— La commission des algériens établis à l'étranger.

Outre les commissions permanentes, le Conseil peut instituer des sous-commissions et des commissions ad hoc.